# カレイドスコープ・ワールド
『カレイドスコープ・ワールド』（Kaleidoscope World）は、1989年5月25日にリリースされたスウィング・アウト・シスターの2枚目のスタジオ・アルバム。発売元はフォンタナ・レコード。2010年にはボーナストラックを追加した『カレイドスコープ・ワールド+6』がリリースされた。

## 概要
マーティン・ジャクソン脱退後、初のアルバム。ブリル・ビルディングの時代の曲達にオマージュを捧げており、実際にプロモーション・ツアーの最中に現地を訪れ、建物の壁を触ったことで決意を固めた。プロデューサーのポール・オダフィの発案によりいくつかの曲のアレンジをジミー・ウェッブに依頼し、「フォーエヴァー・ブルー」「プレシャス・ワーズ」ではオーケストラも参加した。
「ユー・オン・マイ・マインド」「ホエア・イン・ザ・ワールド」「ウェイティング・ゲーム」「フォーエヴァー・ブルー」の4曲がシングルカットされた。

## 収録曲
| #   | タイトル                                           | 作詞 | 作曲・編曲 | 時間 |
| --- | -------------------------------------------------- | ---- | ---------- | ---- |
| 1.  | 「ユー・オン・マイ・マインド」                     |      |            | 3:32 |
| 2.  | 「ホエア・イン・ザ・ワールド」                     |      |            | 5:33 |
| 3.  | 「フォーエヴァー・ブルー」                         |      |            | 4:17 |
| 4.  | 「ハート・フォー・ハイアー」                       |      |            | 4:25 |
| 5.  | 「テインテッド」                                   |      |            | 3:59 |
| 6.  | 「ウェイティング・ゲーム」                         |      |            | 4:15 |
| 7.  | 「プレシャス・ワーズ」                             |      |            | 4:13 |
| 8.  | 「マスカレード」                                   |      |            | 4:46 |
| 9.  | 「ビトウィーン・ストレンジャーズ」                 |      |            | 4:06 |
| 10. | 「カレイドスコープ・アフェアー」                   |      |            | 3:09 |
| 11. | 「コニー・アイランドの男（ひと）」                 |      |            | 3:43 |
| 12. | 「プレシャス・ワーズ（インストゥルメンタル）」     |      |            | 4:11 |
| 13. | 「フォーエヴァー・ブルー（ストリング・ミックス）」 |      |            | 4:13 |
| 14. | 「マスカレード（インストゥルメンタル）」           |      |            | 4:46 |

| #   | タイトル             | 作詞 | 作曲・編曲 |
| --- | -------------------- | ---- | ---------- |
| 15. | 「タクシー・タウン」 |      |            |
| 16. | 「風のささやき」     |      |            |